# Großer Preis von Großbritannien 1992
Der Große Preis von Großbritannien 1992 (offiziell British Grand Prix) fand am 12. Juli auf dem Silverstone Circuit in Silverstone statt und war das neunte Rennen der Formel-1-Weltmeisterschaft 1992.

## Berichte

### Hintergrund

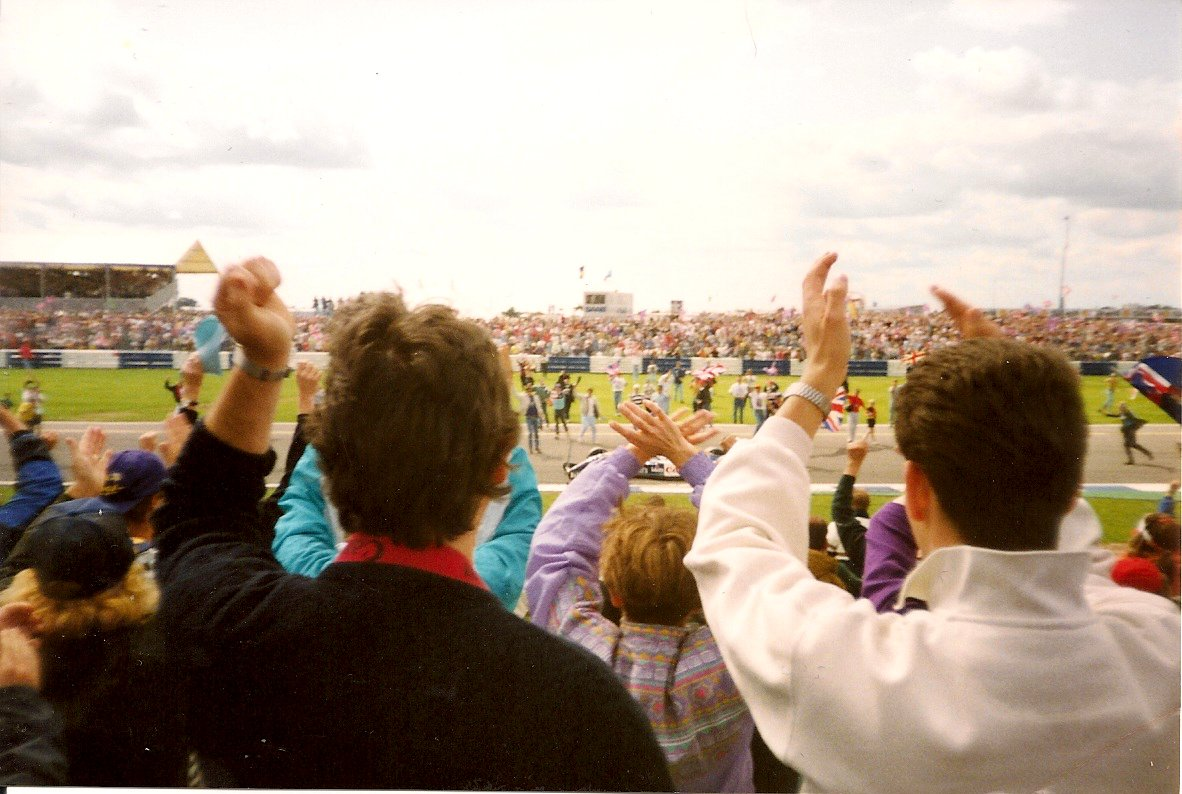
Die britischen Fans feiern den Sieg von Lokalmatador Nigel Mansell

Trotz eines Streiks französischer LKW-Fahrer und den damit verbundenen Verkehrsproblemen auf den Straßen trafen alle Teams am Wochenende nach dem französischen Grand Prix rechtzeitig zum neunten WM-Lauf des Jahres in Großbritannien ein.
Vor dem Rennwochenende gab es einen Fahrerwechsel: Christian Fittipaldi musste verletzungsbedingt pausieren und wurde bei Minardi von Alessandro Zanardi vertreten.
Mit Nigel Mansell (dreimal) und Ayrton Senna (einmal) traten zwei ehemalige Sieger zu diesem Grand Prix an. Mansell gewann dabei 1986 den Großen Preis von Großbritannien als dieser in Brands Hatch ausgetragen wurde.

### Training
Im Gegensatz zum Frankreich-GP fand wieder eine Vorqualifikation statt, da die Meldeliste infolge der Rückkehr des Teams Andrea Moda Formula erneut 32 Piloten umfasste, von denen nur 30 am regulären Training teilnehmen durften.
Mit einer um fast zwei Sekunden kürzeren Rundenbestzeit sicherte sich Mansell seine achte Pole-Position der Saison vor seinem Williams-Teamkollegen Riccardo Patrese. Senna und Michael Schumacher teilten sich die zweite Startreihe vor ihren jeweiligen Teamkollegen Gerhard Berger und Martin Brundle. Johnny Herbert folgte vor Jean Alesi, Mika Häkkinen und Érik Comas.
Damon Hill gelang es erstmals, sich für ein Formel-1-Rennen zu qualifizieren.

### Rennen
Häkkinen verpasste am Vormittag des Renntages das Warm-up, da er in einem Stau steckte, den die zahlreich anreisenden Zuschauer auf den vergleichsweise schmalen Zufahrtsstraßen zur Rennstrecke verursachten.
In der ersten Kurve übernahm Patrese die Führung vor seinem in der Weltmeisterschaftswertung deutlich führenden Teamkollegen Mansell. Dieser konterte jedoch umgehend erfolgreich, setzte sich vom Rest des Feldes ab und erzielte einen weiteren dominanten Sieg. Patrese ergänzte den Erfolg zu einem weiteren Doppelsieg vor Williams. Da Brundle Dritter wurde, fand sich dieselbe Besetzung wie am Wochenende zuvor in Frankreich auf dem Podium ein.

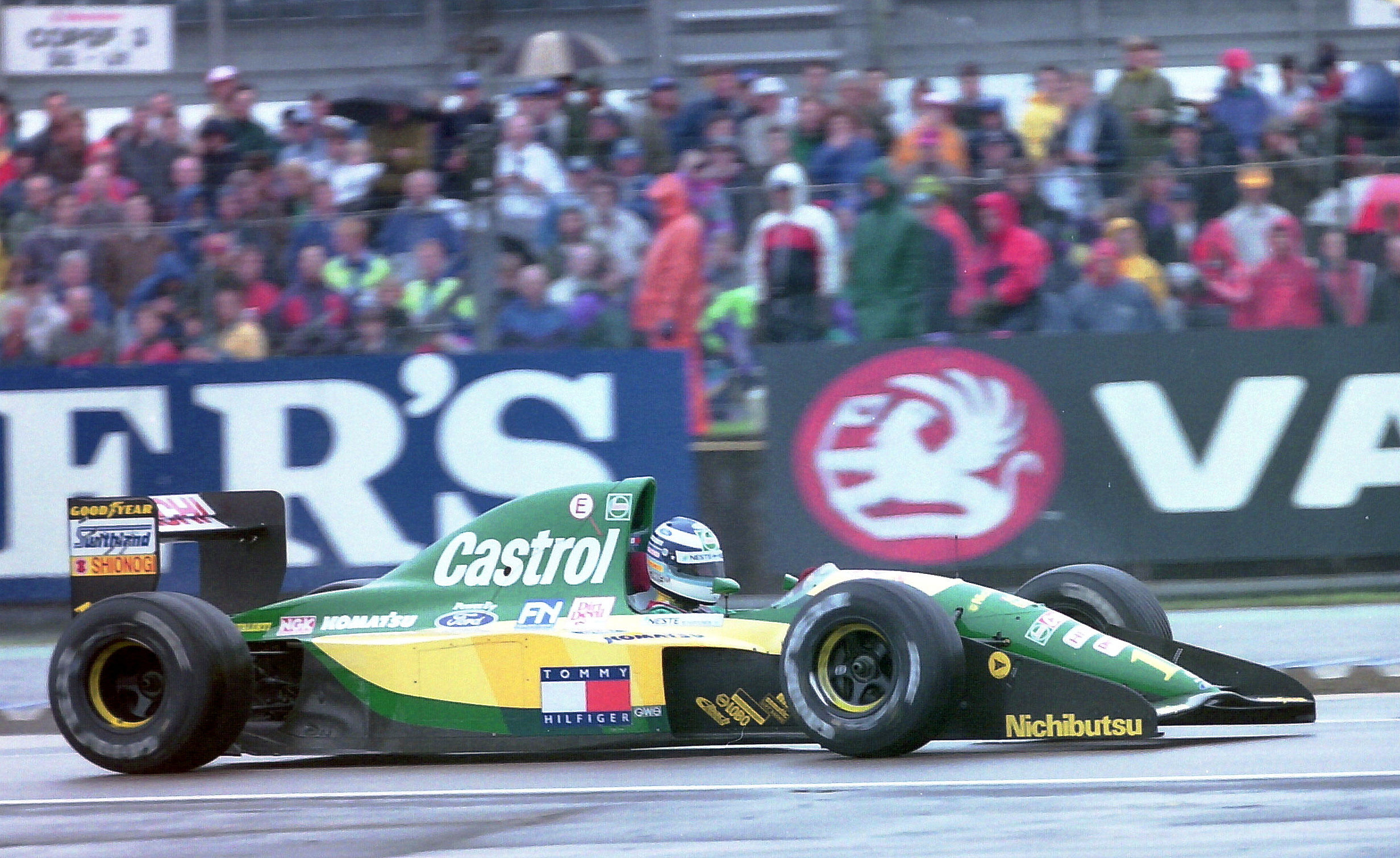
Mika Häkkinen im Lotus 107 während des Grand Prix

Senna, der sich mit Brundle über mehrere Runden um den dritten Platz duelliert hatte, schied sieben Umläufe vor dem Ende des Rennens wegen eines Getriebeschadens aus. Motorprobleme am McLaren MP4/7A von Berger führten in der vorletzten Runde zu einem Platztausch zwischen diesem und Schumacher, der somit Vierter wurde. Häkkinen erhielt als Sechster den letzten WM-Punkt des Tages.

## Meldeliste
| Team                           | Nr. | Fahrer             | Chassis          | Motor                       | Reifen |
| ------------------------------ | --- | ------------------ | ---------------- | --------------------------- | ------ |
| Honda Marlboro McLaren         | 01  | Ayrton Senna       | McLaren MP4/7A   | Honda RA122E 3.5 V12        | G      |
| Honda Marlboro McLaren         | 02  | Gerhard Berger     | McLaren MP4/7A   | Honda RA122E 3.5 V12        | G      |
| Tyrrell Racing Organisation    | 03  | Olivier Grouillard | Tyrrell 020B     | Ilmor 2175A 3.5 V10         | G      |
| Tyrrell Racing Organisation    | 04  | Andrea de Cesaris  | Tyrrell 020B     | Ilmor 2175A 3.5 V10         | G      |
| Canon Williams Team            | 05  | Nigel Mansell      | Williams FW14B   | Renault RS3C 3.5 V10        | G      |
| Canon Williams Team            | 06  | Riccardo Patrese   | Williams FW14B   | Renault RS3C 3.5 V10        | G      |
| Motor Racing Developments      | 07  | Eric van de Poele  | Brabham BT60B    | Judd GV 3.5 V10             | G      |
| Motor Racing Developments      | 08  | Damon Hill         | Brabham BT60B    | Judd GV 3.5 V10             | G      |
| Footwork Mugen Honda           | 09  | Michele Alboreto   | Footwork FA13    | Mugen-Honda MF-351H 3.5 V10 | G      |
| Footwork Mugen Honda           | 10  | Aguri Suzuki       | Footwork FA13    | Mugen-Honda MF-351H 3.5 V10 | G      |
| Team Lotus                     | 11  | Mika Häkkinen      | Lotus 107        | Ford Cosworth HB 3.5 V8     | G      |
| Team Lotus                     | 12  | Johnny Herbert     | Lotus 107        | Ford Cosworth HB 3.5 V8     | G      |
| Fondmetal                      | 14  | Andrea Chiesa      | Fondmetal GR01   | Ford Cosworth HB 3.5 V8     | G      |
| Fondmetal                      | 15  | Gabriele Tarquini  | Fondmetal GR02   | Ford Cosworth HB 3.5 V8     | G      |
| March F1                       | 16  | Karl Wendlinger    | March CG911      | Ilmor 2175A 3.5 V10         | G      |
| March F1                       | 17  | Paul Belmondo      | March CG911      | Ilmor 2175A 3.5 V10         | G      |
| Camel Benetton Ford            | 19  | Michael Schumacher | Benetton B192    | Ford Cosworth HB 3.5 V8     | G      |
| Camel Benetton Ford            | 20  | Martin Brundle     | Benetton B192    | Ford Cosworth HB 3.5 V8     | G      |
| BMS Scuderia Italia            | 21  | JJ Lehto           | Dallara 192      | Ferrari 037 3.5 V12         | G      |
| BMS Scuderia Italia            | 22  | Pierluigi Martini  | Dallara 192      | Ferrari 037 3.5 V12         | G      |
| Minardi Team                   | 23  | Alessandro Zanardi | Minardi M192     | Lamborghini 3512 3.5 V12    | G      |
| Minardi Team                   | 24  | Gianni Morbidelli  | Minardi M192     | Lamborghini 3512 3.5 V12    | G      |
| Ligier Gitanes Blondes         | 25  | Thierry Boutsen    | Ligier JS37      | Renault RS3C 3.5 V10        | G      |
| Ligier Gitanes Blondes         | 26  | Érik Comas         | Ligier JS37      | Renault RS3C 3.5 V10        | G      |
| Scuderia Ferrari               | 27  | Jean Alesi         | Ferrari F92A     | Ferrari 040 3.5 V12         | G      |
| Scuderia Ferrari               | 28  | Ivan Capelli       | Ferrari F92A     | Ferrari 040 3.5 V12         | G      |
| Central Park Venturi Larrousse | 29  | Bertrand Gachot    | Venturi LC92     | Lamborghini 3512 3.5 V12    | G      |
| Central Park Venturi Larrousse | 30  | Ukyō Katayama      | Venturi LC92     | Lamborghini 3512 3.5 V12    | G      |
| Sasol Jordan Yamaha            | 32  | Stefano Modena     | Jordan 192       | Yamaha OX99 3.5 V12         | G      |
| Sasol Jordan Yamaha            | 33  | Maurício Gugelmin  | Jordan 192       | Yamaha OX99 3.5 V12         | G      |
| Andrea Moda Formula            | 34  | Roberto Moreno     | Andrea Moda S921 | Judd GV 3.5 V10             | G      |
| Andrea Moda Formula            | 35  | Perry McCarthy     | Andrea Moda S921 | Judd GV 3.5 V10             | G      |

## Klassifikationen

### Qualifying
| Pos. | Fahrer             | Konstrukteur         | Vorqualifikation | Vorqualifikation  | 1. Qualifikationstraining | 1. Qualifikationstraining | 2. Qualifikationstraining | 2. Qualifikationstraining | Start |
| Pos. | Fahrer             | Konstrukteur         | Zeit             | Ø-Geschwindigkeit | Zeit                      | Ø-Geschwindigkeit         | Zeit                      | Ø-Geschwindigkeit         | Start |
| ---- | ------------------ | -------------------- | ---------------- | ----------------- | ------------------------- | ------------------------- | ------------------------- | ------------------------- | ----- |
| 01   | Nigel Mansell      | Williams-Renault     | –                | –                 | 1:18,965                  | 238,252 km/h              | 1:35,990                  | 195,995 km/h              | 01    |
| 02   | Riccardo Patrese   | Williams-Renault     | –                | –                 | 1:20,884                  | 232,600 km/h              | 1:38,185                  | 191,614 km/h              | 02    |
| 03   | Ayrton Senna       | McLaren-Honda        | –                | –                 | 1:21,706                  | 230,260 km/h              | 1:41,912                  | 184,606 km/h              | 03    |
| 04   | Michael Schumacher | Benetton-Ford        | –                | –                 | 1:22,066                  | 229,250 km/h              | 1:41,227                  | 185,856 km/h              | 04    |
| 05   | Gerhard Berger     | McLaren-Honda        | –                | –                 | 1:22,296                  | 228,609 km/h              | 1:41,311                  | 185,701 km/h              | 05    |
| 06   | Martin Brundle     | Benetton-Ford        | –                | –                 | 1:23,489                  | 225,342 km/h              | 1:40,781                  | 186,678 km/h              | 06    |
| 07   | Johnny Herbert     | Lotus-Ford           | –                | –                 | 1:23,605                  | 225,030 km/h              | 1:42,124                  | 184,223 km/h              | 07    |
| 08   | Jean Alesi         | Ferrari              | –                | –                 | 1:23,723                  | 224,712 km/h              | 1:39,961                  | 188,209 km/h              | 08    |
| 09   | Mika Häkkinen      | Lotus-Ford           | –                | –                 | 1:23,813                  | 224,471 km/h              | 1:42,815                  | 182,985 km/h              | 09    |
| 10   | Érik Comas         | Ligier-Renault       | –                | –                 | 1:23,957                  | 224,086 km/h              | –                         | –                         | 10    |
| 11   | Bertrand Gachot    | Venturi-Lamborghini  | 1:24,650         | 222,252 km/h      | 1:24,065                  | 223,798 km/h              | 1:45,881                  | 177,686 km/h              | 11    |
| 12   | Michele Alboreto   | Footwork-Mugen-Honda | –                | –                 | 1:24,198                  | 223,445 km/h              | 1:41,504                  | 185,348 km/h              | 12    |
| 13   | Thierry Boutsen    | Ligier-Renault       | –                | –                 | 1:24,545                  | 222,528 km/h              | 1:45,659                  | 178,060 km/h              | 13    |
| 14   | Ivan Capelli       | Ferrari              | –                | –                 | 1:24,558                  | 222,493 km/h              | 1:41,734                  | 184,929 km/h              | 14    |
| 15   | Gabriele Tarquini  | Fondmetal-Ford       | 1:27,378         | 215,313 km/h      | 1:24,761                  | 221,961 km/h              | 1:49,639                  | 171,596 km/h              | 15    |
| 16   | Ukyō Katayama      | Venturi-Lamborghini  | 1:27,560         | 214,865 km/h      | 1:24,851                  | 221,725 km/h              | 1:46,644                  | 176,415 km/h              | 16    |
| 17   | Aguri Suzuki       | Footwork-Mugen-Honda | –                | –                 | 1:24,924                  | 221,535 km/h              | 1:43,215                  | 182,276 km/h              | 17    |
| 18   | Andrea de Cesaris  | Tyrrell-Ilmor        | –                | –                 | 1:24,984                  | 221,378 km/h              | 1:42,160                  | 184,158 km/h              | 18    |
| 19   | JJ Lehto           | Dallara-Ferrari      | –                | –                 | 1:25,037                  | 221,240 km/h              | 1:40,867                  | 186,519 km/h              | 19    |
| 20   | Olivier Grouillard | Tyrrell-Ilmor        | –                | –                 | 1:25,096                  | 221,087 km/h              | 1:41,221                  | 185,867 km/h              | 20    |
| 21   | Karl Wendlinger    | March-Ilmor          | –                | –                 | 1:25,123                  | 221,017 km/h              | –                         | –                         | 21    |
| 22   | Pierluigi Martini  | Dallara-Ferrari      | –                | –                 | 1:25,221                  | 220,762 km/h              | 1:46,295                  | 176,994 km/h              | 22    |
| 23   | Stefano Modena     | Jordan-Yamaha        | –                | –                 | 1:25,362                  | 220,398 km/h              | 1:42,104                  | 184,259 km/h              | 23    |
| 24   | Maurício Gugelmin  | Jordan-Yamaha        | –                | –                 | 1:25,988                  | 218,793 km/h              | –                         | –                         | 24    |
| 25   | Gianni Morbidelli  | Minardi-Lamborghini  | –                | –                 | 1:25,998                  | 218,768 km/h              | 1:43,981                  | 180,933 km/h              | 25    |
| 26   | Damon Hill         | Brabham-Judd         | –                | –                 | 1:26,378                  | 217,805 km/h              | 1:45,272                  | 178,714 km/h              | 26    |
| DNQ  | Alessandro Zanardi | Minardi-Lamborghini  | –                | –                 | 1:26,458                  | 217,604 km/h              | –                         | –                         | –     |
| DNQ  | Paul Belmondo      | March-Ilmor          | –                | –                 | 1:27,995                  | 213,803 km/h              | –                         | –                         | –     |
| DNQ  | Andrea Chiesa      | Fondmetal-Ford       | 1:28,965         | 211,472 km/h      | 1:28,452                  | 212,698 km/h              | –                         | –                         | –     |
| DNQ  | Eric van de Poele  | Brabham-Judd         | –                | –                 | 1:28,719                  | 212,058 km/h              | –                         | –                         | –     |
| DNPQ | Roberto Moreno     | Andrea Moda-Judd     | 1:30,592         | 207,674 km/h      | –                         | –                         | –                         | –                         | –     |
| DNPQ | Perry McCarthy     | Andrea Moda-Judd     | 1:46,719         | 176,291 km/h      | –                         | –                         | –                         | –                         | –     |

### Rennen
| Pos. | Fahrer             | Konstrukteur         | Runden | Stopps | Zeit        | Start | Schnellste Runde |
| ---- | ------------------ | -------------------- | ------ | ------ | ----------- | ----- | ---------------- |
| 01   | Nigel Mansell      | Williams-Renault     | 59     | 1      | 1:25:42,991 | 01    | 1:22,539         |
| 02   | Riccardo Patrese   | Williams-Renault     | 59     | 0      | + 39,094    | 02    | 1:25,519         |
| 03   | Martin Brundle     | Benetton-Ford        | 59     | 0      | + 48,395    | 06    | 1:25,859         |
| 04   | Michael Schumacher | Benetton-Ford        | 59     | 1      | + 53,267    | 04    | 1:24,344         |
| 05   | Gerhard Berger     | McLaren-Honda        | 59     | 0      | + 55,795    | 05    | 1:24,875         |
| 06   | Mika Häkkinen      | Lotus-Ford           | 59     | 0      | + 1:20,138  | 09    | 1:26,555         |
| 07   | Michele Alboreto   | Footwork-Mugen-Honda | 58     | 0      | + 1 Runde   | 12    | 1:27,869         |
| 08   | Érik Comas         | Ligier-Renault       | 58     | 0      | + 1 Runde   | 10    | 1:27,160         |
| 09   | Ivan Capelli       | Ferrari              | 58     | 0      | + 1 Runde   | 14    | 1:26,871         |
| 10   | Thierry Boutsen    | Ligier-Renault       | 57     | 0      | + 2 Runden  | 13    | 1:28,681         |
| 11   | Olivier Grouillard | Tyrrell-Ilmor        | 57     | 0      | + 2 Runden  | 20    | 1:28,205         |
| 12   | Aguri Suzuki       | Footwork-Mugen-Honda | 57     | 0      | + 2 Runden  | 17    | 1:28,514         |
| 13   | JJ Lehto           | Dallara-Ferrari      | 57     | 0      | + 2 Runden  | 19    | 1:27,605         |
| 14   | Gabriele Tarquini  | Fondmetal-Ford       | 57     | 0      | + 2 Runden  | 15    | 1:26,483         |
| 15   | Pierluigi Martini  | Dallara-Ferrari      | 56     | 0      | + 3 Runden  | 22    | 1:27,495         |
| 16   | Damon Hill         | Brabham-Judd         | 55     | 0      | + 4 Runden  | 26    | 1:29,929         |
| 17   | Gianni Morbidelli  | Minardi-Lamborghini  | 53     | 0      | DNF         | 25    | 1:28,541         |
| –    | Ayrton Senna       | McLaren-Honda        | 52     | 0      | DNF         | 03    | 1:25,825         |
| –    | Andrea de Cesaris  | Tyrrell-Ilmor        | 46     | 0      | DNF         | 18    | 1:28,416         |
| –    | Jean Alesi         | Ferrari              | 43     | 0      | DNF         | 08    | 1:26,035         |
| –    | Stefano Modena     | Jordan-Yamaha        | 43     | 0      | DNF         | 23    | 1:28,322         |
| –    | Maurício Gugelmin  | Jordan-Yamaha        | 37     | 0      | DNF         | 24    | 1:29,627         |
| –    | Bertrand Gachot    | Venturi-Lamborghini  | 32     | 0      | DNF         | 11    | 1:29,073         |
| –    | Johnny Herbert     | Lotus-Ford           | 31     | 0      | DNF         | 07    | 1:27,428         |
| –    | Karl Wendlinger    | March-Ilmor          | 27     | 0      | DNF         | 21    | 1:30,198         |
| –    | Ukyō Katayama      | Venturi-Lamborghini  | 27     | 0      | DNF         | 16    | 1:30,128         |

## WM-Stände nach dem Rennen
Die ersten sechs des Rennens bekamen 10, 6, 4, 3, 2 bzw. 1 Punkt(e).

### Fahrerwertung
| Pos. | Fahrer             | Konstrukteur         | Punkte |
| ---- | ------------------ | -------------------- | ------ |
| 01   | Nigel Mansell      | Williams-Renault     | 76     |
| 02   | Riccardo Patrese   | Williams-Renault     | 40     |
| 03   | Michael Schumacher | Benetton-Ford        | 29     |
| 04   | Gerhard Berger     | McLaren-Honda        | 20     |
| 05   | Ayrton Senna       | McLaren-Honda        | 18     |
| 06   | Martin Brundle     | Benetton-Ford        | 13     |
| 07   | Jean Alesi         | Ferrari              | 11     |
| 08   | Mika Häkkinen      | Lotus-Ford           | 5      |
| 09   | Michele Alboreto   | Footwork-Mugen-Honda | 5      |
| 10   | Andrea de Cesaris  | Tyrrell-Ilmor        | 4      |
| 11   | Karl Wendlinger    | March-Ilmor          | 3      |
| 12   | Érik Comas         | Ligier-Renault       | 3      |
| 13   | Ivan Capelli       | Ferrari              | 2      |
| 14   | Pierluigi Martini  | Dallara-Ferrari      | 2      |
| 15   | Johnny Herbert     | Lotus-Ford           | 2      |
| 16   | Bertrand Gachot    | Venturi-Lamborghini  | 1      |

| Pos. | Fahrer               | Konstrukteur         | Punkte |
| ---- | -------------------- | -------------------- | ------ |
| 17   | Aguri Suzuki         | Footwork-Mugen-Honda | 0      |
| 18   | Gianni Morbidelli    | Minardi-Lamborghini  | 0      |
| 19   | Maurício Gugelmin    | Jordan-Yamaha        | 0      |
| 20   | JJ Lehto             | Dallara-Ferrari      | 0      |
| 21   | Christian Fittipaldi | Minardi-Lamborghini  | 0      |
| 22   | Olivier Grouillard   | Tyrrell-Ilmor        | 0      |
| 23   | Ukyō Katayama        | Venturi-Lamborghini  | 0      |
| 24   | Thierry Boutsen      | Ligier-Renault       | 0      |
| 25   | Paul Belmondo        | March-Ilmor          | 0      |
| 26   | Eric van de Poele    | Brabham-Judd         | 0      |
| 27   | Gabriele Tarquini    | Fondmetal-Ford       | 0      |
| 28   | Damon Hill           | Brabham-Judd         | 0      |
| –    | Stefano Modena       | Jordan-Yamaha        | 0      |
| –    | Andrea Chiesa        | Fondmetal-Ford       | 0      |
| –    | Roberto Moreno       | Andrea Moda-Judd     | 0      |

### Konstrukteurswertung
| Pos. | Konstrukteur         | Punkte |
| ---- | -------------------- | ------ |
| 01   | Williams-Renault     | 116    |
| 02   | Benetton-Ford        | 42     |
| 03   | McLaren-Honda        | 38     |
| 04   | Ferrari              | 13     |
| 05   | Lotus-Ford           | 7      |
| 06   | Footwork-Mugen-Honda | 5      |
| 07   | Tyrrell-Ilmor        | 4      |
| 08   | Ligier-Renault       | 3      |

| Pos. | Konstrukteur        | Punkte |
| ---- | ------------------- | ------ |
| 09   | March-Ilmor         | 3      |
| 10   | Dallara-Ferrari     | 2      |
| 11   | Venturi-Lamborghini | 1      |
| 12   | Jordan-Yamaha       | 0      |
| 13   | Minardi-Lamborghini | 0      |
| 14   | Brabham-Judd        | 0      |
| –    | Fondmetal-Ford      | 0      |
| –    | Andrea Moda-Judd    | 0      |